# Caio Belício Flaco Torquato Tebaniano
Caio Belício Flaco Torquato Tebaniano (em latim: Gaius Bellicius Flaccus Torquatus Tebanianus) foi um senador romano eleito cônsul em 124 com Mânio Acílio Glabrião.

## Família
Os Belícios eram uma família originária de Viena, na Gália Narbonense. Tebaniano era filho de Caio Belício Natal Públio Gavídio Tebaniano, cônsul sufecto em 87, e de Calpúrnia Árria, filha de Lúcio Nônio Calpúrnio Torquato Asprenas, cônsul sufecto entre 72 e 74. 
O próprio Tebaniano teve dois filhos que chegaram ao consulado, Caio Belício Flaco Torquato, em 143, e Caio Belício Calpúrnio Torquato, em 148.